# Лусонська протока
20° пн. ш. 121° сх. д. / 20° пн. ш. 121° сх. д.
Лусонська протока — важлива морська протока, що з'єднує Філіппінське море в західній частині Тихого океану і Південнокитайське море, між Тайванем І Лусоном.
Ширина протоки 250 км. У протоці розташовано два архіпелаги: Бетанські острови провінції Батанес та острови Бабуян провінції Кагаян.
Протока має поділ на декілька дрібніших проходів. Прохід Бабуян відокремлює Лусон від островів Бабуян, які відокремлені від Бетанських островів проходом Балінтанг. Бетанські острови відокремлені від Тайваню проходом Баші.
Протока важлива для судноплавства. Морські судна з обох Америк використовують даний маршрут для плавання в порти Східної Азії. Через Лусонську протоку прокладено багато підводних комунікаційних кабелів. Дані кабелі використовуються для обміну даними та надання телефонних послуг в Китаї, Гонконгу, Японії та Південної Кореї.